# Stanisław Suchodolski (numizmatyk)
Stanisław Jerzy Suchodolski (ur. 4 maja 1936 w Warszawie) – polski archeolog, numizmatyk i historyk, profesor nauk humanistycznych.

## Życiorys
Wysiedlony z Warszawy w czasie Powstania w 1944, następnie w obozach niemieckich w Pruszkowie, Stutthofie i Altforwerku pod Grudziądzem. Ukończył Liceum im. gen. Józefa Sowińskiego (matura w 1953).
Swoje studia nad historią pieniądza w Polsce Stanisław Suchodolski rozpoczął od badania początków rodzimej monety. Udało mu się zebrać cały dostępny wówczas materiał w zbiorach krajowych i zagranicznych. Na tej podstawie, przy użyciu starych i nowych metod zarówno archeologicznych, jak i numizmatycznych, rozpoznał mennictwo pierwszej monarchii piastowskiej. W ciągu następnego półwiecza uzupełniał i korygował ten obraz, dochodząc do wniosku, że Mieszko I jeszcze nie bił monet a denary jemu przypisywane emitował jego wnuk – Mieszko II, jako następca tronu (odkrycie to zostało przedstawione na Międzynarodowym Kongresie Numizmatycznym w Berlinie w 1997). Najstarsze monety polskie zostały wykorzystane jako źródło do poznania historii pierwszej monarchii piastowskiej.
Następnie w celach porównawczych badał początki mennictwa w następujących krajach i regionach: w Czechach, na Węgrzech, na Rusi, w Skandynawii i we wschodniej części Rzeszy. Z kolei rozszerzył swoje zainteresowania na Europę Zachodnią, po rzymską, potem karolińską, czyli obszar, z którego czerpała wzorce nasza część Europy. Spektakularnym odkryciem z zakresu numizmatyki bizantyjskiej było zidentyfikowanie w skarbie z Maurzyc nieznanej monety z czasów regencji cesarzowej Teofano w 965.
Nie zaniedbywał jednak również studiów nad późniejszym mennictwem polskim. Badając liczbę stempli menniczych, łańcuchy ich połączeń, metrologię i próbę kruszcu, udało mu się w przybliżeniu odtworzyć organizację i rozmiary produkcji, politykę menniczą władców, a także płynący stąd ich zysk. Później na tej podstawie postawił tezę, że jedną z przyczyn oporu przeciw Bolesławowi Śmiałemu, a w konsekwencji zegnania go z tronu, był jego fiskalizm. W niektórych nominalnie srebrnych monetach, bitych po koronacji królewskiej w 1076 roku, było aż 90% miedzi. Domysł ten spotkał się z życzliwym przyjęciem przez część mediewistów.
Z czasem rozszerzył swoje badania na monetę późniejszą, nie emitowaną przez władców. W efekcie udało mu się zidentyfikować nieznane do tej pory denary wojewody Mieszka III – Piotra Wszeborowica. Analizując natomiast świeżo odkryty, olbrzymi skarb z Głogowa (ponad 20 tysięcy monet), w nowym świetle pokazał początki monety dzielnicowej na Śląsku, zmieniając atrybucję szeregu typów monetarnych z XII/XIII w.. Odkrywczy okazał się tu domysł, że nie zawsze imię widniejące na monecie oznacza jej emitenta. Czasem bowiem monety były bite anonimowo a emitenci zamiast własnego imienia, umieszczali na stemplu imię swego ojca lub nawet dziada. Odkrycie to przedstawił na międzynarodowym Kongresie numizmatycznym w Brukseli.
Zbiór 32 dawniejszych prac został ponownie opublikowany w tomie zatytułowanym Numizmatyka średniowieczna. Moneta źródłem archeologicznym, historycznym i ikonograficznym (2012). Prace te zostały zaktualizowane i tak dobrane, że tworzą całość o charakterze podręcznikowym, przedstawiając problemy źródłoznawcze i metodologiczne numizmatyki średniowiecznej. Minister Nauki i Szkolnictwa Wyższego uznał ten tom za podręcznik akademicki. Do druku został oddany drugi tom wyboru dawniejszych prac pod tytułem: Moneta polska i obca w średniowieczu.
W celu ochrony źródeł numizmatycznych zainicjował w 2000 roku akcję ponownej inwentaryzacji znalezisk monet i pieniądza kruszcowego na terenie Polski. Dawny bowiem inwentarz sprzed pół wieku wymagał aktualizacji określeń i bardzo poważnych uzupełnień. Projekt ten jest obecnie kontynuowany przez Instytut Archeologii i Etnologii PAN we współpracy z Niemiecką Komisją Numizmatyczną (pod kierunkiem dr hab. M. Boguckiego). Dotychczas ukazały się 2 obszerne tomy (Frühmittelalterliche Münzfunde aus Polen. Inventar III, IV, hrsg. M. Bogucki, P. Ilisch, S. Suchodolski, 2013, 2015). Dwa pozostałe mają być wydane do 2017.

## Studia i praca[12]

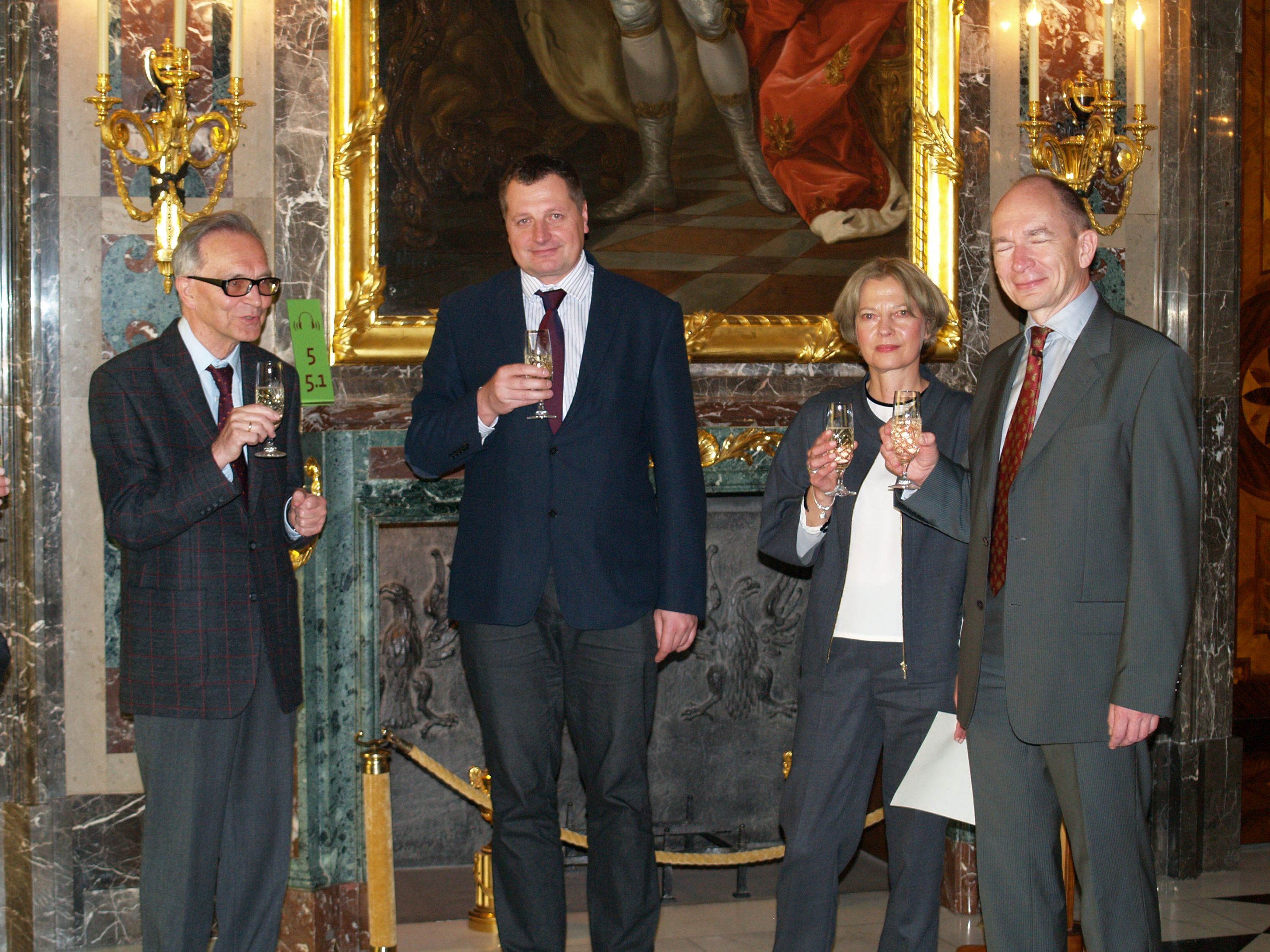
Zamek Królewski w Warszawie – z laureatami Konkursu im. J. Gawrońskiego: J. Bodzkiem, E. Baran i B. Paszkiewiczem (2014)

- 1953 – zdał egzamin na sekcję Historii Kultury Materialnej Wydziału Historycznego Uniwersytetu Warszawskiego. Nie został przyjęty z powodu „złego pochodzenia”.
- 1953/4 – Komisja Badań Dawnej Warszawy, prace wykopaliskowe na stanowisku Piwna 33.
- 1954 – w drugim semestrze przyjęty na wspomniane studia. Specjalizował się w zakresie archeologii.
- 1957 – magisterium z zakresu archeologii Polski na podstawie pracy „Technika bicia monet w Polsce we wczesnym średniowieczu” przygotowanej pod kierunkiem prof. dr. hab. Witolda Hensla.
- 1956–1959 – kontynuacja studiów (jako wolny słuchacz) na Wydziale Historycznym UW pod kierunkiem prof. dr. hab. Aleksandra Gieysztora nad historią średniowiecza.
- 1957–1960 – studia aspiranckie w Instytucie Historii Kultury Materialnej PAN.
- 1960–2006 – praca etatowa w Instytucie Historii Kultury Materialnej (od 1992 r. Instytut Archeologii i Etnologii) PAN w Warszawie. Tu zdobywał kolejne stopnie i funkcje: adiunkta, docenta, profesora, członka i zastępcy przewodniczącego Rady Naukowej (1981–83, 1990–92), kierownika Zakładu Archeologii Średniowiecznej (1994–1996).
- Instytut Archeologii Uniwersytetu Warszawskiego, wykłady zlecone, seminarium magisterskie, okresowo etat, ½ etatu.

## Stopnie i tytuły naukowe[12]
- 1961 – stopień doktora nauk humanistycznych na podstawie pracy „Mennictwo w Polsce wczesnośredniowiecznej od X do XII w.” napisanej pod kierunkiem Ryszarda Kiersnowskiego (opublikowana w 1973).
- 1970 – habilitacja na podstawie rozprawy: „Geneza monety polskiej na tle początków mennictwa w Europie Środkowej, Północnej i Wschodniej” (publikacje w 1967 i 1971).
- 1983 – profesor nadzwyczajny (tytuł naukowy).
- 1991 – profesor zwyczajny.

## Członkostwo w instytucjach, organizacjach i towarzystwach naukowych[13]
- Polska Akademia Umiejętności (członek korespondent od 2005, członek czynny od 2011).
- Komitet Nauk Historycznych PAN (1980–86), w jego ramach przewodniczący utworzonej przez siebie Komisji Numizmatycznej (1988–2007).
- Komitet Nauk Pra- i Protohistorycznych PAN.
- Stały Komitet Mediewistów Polskich.
- Towarzystwo Naukowe Warszawskie.
- Rada do spraw numizmatyki przy Prezesie NBP (przewodniczący), od 2010.
- Centralna Komisja ds. Tytułu Naukowego i Stopni Naukowych (1991–93, 1997–2002).
- Zarząd Międzynarodowej Komisji Numizmatycznej 1991–2003 (1997–2003 wiceprezydent).
- American Numismatic Society (członek korespondent), od 1989.
- Członek honorowy: Węgierskiego Towarzystwa Numizmatycznego (od 2001).
- Czeskiego Towarzystwa Numizmatycznego (od 2006).
- Polskiego Towarzystwa Archeologicznego i Numizmatycznego (1981–86 prezes) .
- Polskiego Towarzystwa Numizmatycznego (od 1991; od 2001 członek honorowy).
- Conseil International de Numismatique (członek honorowy od 2009).

## Nagrody i odznaczenia[13]
- Krzyż Kawalerski Orderu Odrodzenia Polski (2005)[14]
- Złoty Krzyż Zasługi (1989)
- Odznaka „Zasłużony Działacz Kultury”[15]
- Złota i srebrna Odznaka honorowa „Za Zasługi dla Warszawy”[15]
- Nagroda im. Joachima Lelewela Wydziału I PAN (1974)
- Sekretarza Naukowego PAN (1983)
- Société Française de Numismatique – Jeton de vermeil (1982)
- Medal Archera M. Huntingtona American Numismatic Society (1998)
- Medal Lux et Laus za 2015 Stałego Komitetu Mediewistów Polskich

## Wykopaliska archeologiczne (udział i prowadzenie)[12]
- Od 1952 udział w pracach wykopaliskowych, m.in. w Trzcińcu, Chodliku, Gdańsku, Szczecinie, Sąsiadce, Szwajcarii, Szurpiłach, Mikulčicach (wymiana między Uniwersytetem Warszawskim a Uniwersytetem Karola w Pradze).
- 1961–1964 i 1974 – kierownik, potem konsultant ekspedycji wykopaliskowej IHKM PAN w Czersku.
- W ramach kierowanego przez siebie tematu „Kształtowanie się ośrodka centralnego na południowym Mazowszu” prowadził badania także w Starej Warce, Błoniu (1971) i Kopytowie (1972) oraz w Grójcu (1975).
- 1971 – prowadzenie prac wykopaliskowych na terenie Zamku Królewskiego w Warszawie przed jego odbudową (jako kierownik ekspedycji IHKM PAN).
- 1965–1967 – uczestnictwo w polsko-francuskich badaniach wykopaliskowych we Francji: kierownik ekip w Montaigut (Tarn) – 1965 i Condorcet (Drôme) – 1966–1967.

## Kontakty międzynarodowe[16]
- W latach 1963, 1976, 1979, 1987 – stypendium Ecole Pratique des Hautes Etudes we Francji, studia w zakresie numizmatyki średniowiecznej.
- W 1963 udział w Session d’été w Centre d’Études Supérieures de Civilisation Médiévale w Poitiers.
- Stypendia naukowe do ZSRR (1969), Algierii (1972), NRD (1972), Hiszpanii (1978), Włoch (1991).
- Udział w kongresach archeologii słowiańskiej: Warszawa 1965, Bratysława 1975, Sofia 1980, Nowogród 1996.
- Udział w międzynarodowych kongresach numizmatycznych: Rzym 1961, Kopenhaga 1967, Nowy Jork i Waszyngton 1973, Berno 1979, Bruksela 1991, Berlin 1997, Madryt 2003, Glasgow 2009 oraz w wielu międzynarodowych konferencjach i sympozjach archeologicznych, historycznych i numizmatycznych.
- Odczyty indywidualne w: Sztokholmie, Dreźnie, Frankfurcie n.M., Marburgu, Hamburgu, Münster, Wiedniu, Nitrze, Kopenhadze, Padwie, Perpignan, Pradze, Brnie, Nowym Jorku.
- Publikacja prac w dziesięciu językach w większości krajów europejskich.

## Dydaktyka[13]
Wykłady z numizmatyki średniowiecznej:
- UMCS w Lublinie (1961/62)
- Uniwersytet im. Mikołaja Kopernika w Toruniu (1977/8)
- Uniwersytet im. Adama Mickiewicza w Poznaniu (1989/90)
- Uniwersytet Jagielloński (2007/8)
- Uniwersytet Warszawski (1971–73, 1979–1983, 1992–2011).
- Promocja siedmiu doktorów i 12 magistrów, dalszy przewód doktorski w toku.

## Publikacje (wybór)[17]
Około 600 prac naukowych, w tym 11 książek (cztery z nich we współautorstwie), m.in.:
- Moneta polska w X/XI wieku (Mieszko i Bolesław Chrobry), "Wiadomości Numizmatyczne", R. XI, 1967, z. 2–3.
- Początki mennictwa w Europie Środkowej, Wschodniej i Północnej, Wrocław 1971.
- Mennictwo polskie w XI i XII wieku, Wrocław 1973.[7]
- Wczesnośredniowieczny skarb srebrny z Zalesia, powiat Słupca, t. II [wespół z M. Dekówna, J. Reyman], Wrocław 1974.
- Denar w kalecie. Trzy pierwsze stulecia monety polskiej, Wrocław 1981.
- Moneta i obrót pieniężny w Europie Zachodniej, Wrocław 1982.
- Moneta możnowładcza i kościelna w Polsce wczesnośredniowiecznej, Wrocław 1987.
- Numizmatyka średniowieczna. Moneta źródłem archeologicznym, historycznym i ikonograficznym, Warszawa 2012.
- Numizmatyka [w:] Vademecum historyka mediewisty, Warszawa 2012.
- Wczesnośredniowieczny „Skarb hutnika” z Dąbrowy Górniczej-Łośnia [wespół z D. Rozmus i J. Tokaj], Dąbrowa Górnicza 2014.
- Frühmittelalterliche Münzfunde aus Polen, Inventar III, Masowien, Podlachien, Mittelpolen [wespół z D. Gorlińska, M. Bogucki, P. Ilisch, D. Malarczyk, T. Nowakiewicz], Warszawa 2015.

## Prace redakcyjne
- „Wiadomości Numizmatyczne”, współredaktor (1963–77, 1983–88), redaktor (1989–2007).
- Frühmittelalterliche Münzfunde aus Polen. Inventar (wespół z: M. Bogucki i P. Ilisch), Warszawa, od 2012 (w ramach grantu Narodowego Programu Rozwoju Humanistyki).